# Anne Le Strat
Pour les articles homonymes, voir Strat.
Anne Le Strat (prononcé [an lə.stʁat]), née le 25 septembre 1968 à Lorient, est une femme politique française, membre des Verts de 1992 à 2008 puis de 2019 à aujourd'hui, conseillère de Paris de 2001 à 2014 et adjointe au maire de Paris chargée de l'eau, de l'assainissement et de la gestion des canaux de 2008 à 2014. Elle est membre de la direction exécutive des Ecologistes depuis 2024.

## Biographie

### Parcours électoral et militant
Anne Le Strat adhère aux Verts en 1992. Elle est membre du conseil national de ce parti, avant d’en être secrétaire générale adjointe.
Candidate Verte aux législatives dans la 18e circonscription de Paris en 1997, elle obtient 6,74 % des voix. Elle est coordinatrice du programme des Verts aux Européennes de 1999. Tête de liste des Verts dans le 18e arrondissement lors des élections municipales de 2001, elle obtient 15,94 %  des voix au premier tour, avant d'être élue conseillère de Paris au second, sur la liste d'Union de la gauche.
En 2008, écartée de la liste des Verts, Anne Le Strat se présente sur celle du Parti socialiste, en tant que candidate d’ouverture, toujours dans le 18e arrondissement. Quatrième de la liste, elle est réélue et devient adjointe au maire, chargée de l'eau, de l'assainissement et de la gestion des canaux.
Elle fut également présidente de la Fondation Copernic, laboratoire d'idées de gauche, et porte-parole du Mouvement Utopia, association politique présente au Parti socialiste, chez Les Verts et au Front de gauche.
Revenue chez Europe Écologie Les Verts (devenu les Ecologistes) depuis 2019 après une pause politique de quelques années, et résidant à cette époque à New York, elle occupe les fonctions de coordinatrice pour l'Amérique du Nord du parti jusqu'à son retour en France en 2022. Elle est depuis 2024 membre du bureau exécutif du parti.

### Gestion de l'eau
En janvier 2002, elle a soutenu avec succès sa thèse de doctorat en géopolitique intitulée « L’eau comme enjeu dans le conflit israélo-palestinien : une ressource commune, des représentations différentes, des intérêts en confrontation ».
En 2001, elle est nommée présidente-directrice générale de la Société anonyme de gestion des eaux de Paris (SAGEP), qui devient Eau de Paris en 2005. Elle est ensuite présidente de cette régie de 2009 à 2014. À partir du 3 mars 2009, elle est également cofondatrice et présidente d'Aqua Publica Europea,, association des opérateurs publics d'eau en Europe.
Dans l'exercice de ses fonctions, elle réforme le service de l'eau parisien en ne reconduisant pas les contrats conclus avec Suez et Veolia. Depuis le 1er janvier 2010, Eau de Paris est la régie municipale chargée de la production et de la distribution de l’eau dans Paris, depuis le captage jusqu’au robinet des consommateurs. L'opération, controversée à l'époque, aurait, selon Anne Le Strat, permis de réaliser de nettes économies tout en augmentant les investissements dans le réseau et en améliorant la qualité du service rendu à l'usager.
Membre du Comité de bassin de l'Agence de l'eau Seine-Normandie, elle est élue présidente de ce comité le 29 septembre 2011. Son élection est néanmoins contestée, puis annulée par le tribunal administratif de Cergy-Pontoise, qui déclare finalement André Santini vainqueur de l'élection.

### Respect des droits des femmes et de la diversité
Elle a été également longtemps déléguée à la CADAC (Coordination des associations pour le droit à l'avortement et à la contraception).
Lorsqu'elle était à la tête d'Eau de Paris, la régie s’est distinguée dans le domaine de l'égalité sociale : signature de la charte de la diversité en 2004, obtention du label Égalité en 2005, renouvelé en 2009, ainsi que du label diversité toujours en 2009 (et renouvelé en 2012).

### Activités professionnelles hors politique
Elle exerce depuis 2015 la profession de consultante, par exemple pour le 'Global Water Operators Partnership Alliance' coordonné par ONU-Habitat ou comme coordinatrice de la résidence annuelle "Eau, gouvernance et territoire" du festival Agir pour le vivant. Lors de son séjour aux Etats-Unis, elle participe à des travaux académiques en tant que 'resident fellow' de l'Université de New York. Elle est également auteure, conférencière et enseignante, notamment à AgroParisTech, Sciences Po Paris, ou à la Regen school.

## Mandats électifs et responsabilités
- Conseillère du 18e arrondissement, conseillère de Paris (2001-2014)
- Présidente-directrice générale de la Société anonyme de gestion des eaux de Paris (SAGEP) (2003-2009)
- Présidente d'Eau de Paris (2009-2014)
- Présidente d'Aqua Publica Europea (2009-2014)
- Première vice-présidente du Syndicat interdépartemental pour l'assainissement de l'agglomération parisienne (SIAAP)
- Vice-présidente de l'EPTB Seine Grands Lacs
- Vice-présidente de l'Association des maires d'Île-de-France (AMIF)
- Administratrice de l'Agence de l'eau Seine-Normandie (AESN)
- Administratrice du port autonome de Paris et de la Fédération nationale des collectivités concédantes et régies (FNCCR)
- Membre de l'OSU Ecce Terra

## Publications
- Anne Le Strat (dir.), Manifestes pour l'eau publique, Paris, Éditions Syllepse, coll. « Document de la fondation Copernic », 2009 (ISBN 978-2-84950-185-6, BNF 41404464)
- Une victoire face aux multinationales : Ma bataille pour l’eau de Paris, Paris, Les Petits matins, 2015 (ISBN 978-2-36383-164-4, BNF 44450386)
- Eau : l'état d'urgence, Paris, Seuil, coll. « Libelle », 2023, 52 p. (ISBN 978-2-02-154575-3, BNF 47260707)

### En collaboration
- Luc Descroix (dir.), Frédéric Lasserre (dir.) et Anne Le Strat, L'eau dans tous ses états : Chine, Australie, Sénégal, États-Unis, Mexique, Moyen Orient, Paris, L'Harmattan, coll. « Ressources renouvelables », 2003 (ISBN 978-2-7475-4902-8)
- Luc Descroix (dir.), Frédéric Lasserre (dir.) et Anne Le Strat, Eaux et territoires : Tension, coopérations et géopolitique de l'eau, Montréal, Presses de l'Université du Québec, coll. « Geographie contemporaine », 2011 (ISBN 978-2-7605-2602-0)

### Article
- « Il est urgent que l'État réconcilie la politique de l'eau et la politique agricole », Le Monde,‎ 20 septembre 2013 (lire en ligne)

### Presse
- Arnaud Jouve et Anne-Cécile Bras, « 1 – Le regard d’Anne Le Strat sur l’environnement », Radio France internationale,‎ 20 octobre 2009 (lire en ligne)
- Julien Martin, « Une Parisienne très courue », Le Nouvel Observateur,‎ 21 février 2013, p. 18
- Caroline Michel et Maël Thierry, « Menaces, lobbying, chantages : la guerre secrète de l'eau », Le Nouvel Observateur,‎ 3 août 2013 (lire en ligne)
- (de) Christian Rösner, « Rekommunalisieren ist sozialer », Wiener Zeitung,‎ 7 mars 2013 (lire en ligne)
- Claire Serre, « Anne Le Strat, madame "eau" de Paris, a défendu la régie publique à la CALL », La Voix du Nord,‎ 9 avril 2011 (lire en ligne)
- (el) Tvxs Συνέντευξη, « Ανν Λε Στρατ: Μην πουλήσετε το νερό σας », Tvxs,‎ 17 octobre 2013 (lire en ligne)